# Anambé-de-cara-preta
Cotinga-de-faces-pretas ou anambé-de-cara-preta (Conioptilon mcilhennyi) é uma espécie de ave da família Cotingidae. É a única espécie do género Conioptilon.
Pode ser encontrada nos seguintes países: Bolívia, Brasil e Peru.
Os seus habitats naturais são: florestas subtropicais ou tropicais húmidas de baixa altitude.